# Селицьке
Селицьке (біл. вёска Сяліцкае) — село в складі Крупського району Мінської області, Білорусь. Село підпорядковане Крупській сільській раді, розташоване в східній частині області.